# 四溴化碳
四溴化碳是溴取代甲烷上所有氢的产物，化学式为CBr4。

## 制备
四溴化碳可以由甲烷和溴直接反应而成，或是四氯化碳和溴化铝在100 °C下反应而成。

## 物理性质
四溴化碳有两种晶型，在46.9°C以下的晶型II（或β）和在46.9°C之上的I（或α）。单晶有C2/c空间群，晶胞参数为a = 20.9, b = 12.1, c = 21.2 (.10−1 nm), β = 110.5°。C-Br的键能为235 kJ.mol−1。(共價鍵)
它的对称取代四面体结构使之偶极矩为0 Debye。它的临界温度为439 °C (712 K)，临界压力为4.26 MPa。

## 应用
四溴化碳可以用作油脂、蜡和油的溶剂，在塑料和橡胶工业中用于吹塑和硫化，以进一步用于聚合，它也可用作镇静剂和作为制造农业化学品的中间体。由于其不易燃，作为耐火化学品的成分。由于密度大，它也可用于矿物质的分离。

## 拓展链接
- 国际化学品安全卡0474
- NIOSH Pocket Guide to Chemical Hazards. . NIOSH.
- MSDS at SIRI.org（页面存档备份，存于）